# Koziarnia
Koziarnia is een plaats in het Poolse district  Niżański, woiwodschap Subkarpaten. De plaats maakt deel uit van de gemeente Krzeszów en telt 616 inwoners.